# Rekreation
Rekreation (lat.recreare at genskabe) betyder at komme til kræfter, -hvile sig og -holde fri.
Eksempelvis er det efter et svært sygdomsforløb ofte gavnligt at gå på rekreation, i en kortere eller længere periode, for at opbygge og genskabe det psykiske- og fysiske helbred og kræfter.
Befolkningerne i højtudviklede og velhavende lande lever ofte et stillesiddende- og stresset liv, forårsaget af den højt udviklede teknologi, som virker aflastende på fysisk udfoldelse samt foranlediger forøgede krav på arbejdsmarkedet. Som modvægt rekreerer man sig i mange tilfælde med fritidsaktiviteter, som afviger fra daglige gøremål, i form af rejser, underholdning, fysiske aktiviteter o.a., med det formål at genskabe psykisk-, mental- og fysisk stabilitet.